# William Albert Robinson
William Albert Robinson (ur. 13 sierpnia 1902 w Kenosha, zm. 16 stycznia 1988 na Tahiti) – amerykański żeglarz i autor książek podróżniczych.
Był jedynakiem wychowywanym przez matkę, Ellę Huegin. Po ukończeniu studiów politechnicznych podjął pracę w zakładach tekstylnych w Nowym Jorku.
W latach 1928–1931 opłynął świat na małym jachcie Svaap. Później na tym samym statku popłynął na Galapagos, by kręcić tam film przyrodniczy, lecz na miejscu doznał perforacji wyrostka robaczkowego. W czasie rekonwalescencji utracił swój jacht na rzecz Ekwadoru. Zamieszkał na Tahiti w dolinie Ofaipapa. Później przeniósł się do Ipswich, gdzie prowadził niewielką stocznię budującą statki rybackie.
W tym czasie nabył brygantynę, którą nazwał na cześć swojej żony Florence C. Robinson. Odbył na tym statku rejsy z niewielką załogą między wyspami Oceanu Indyjskiego, po Morzu Czerwonym i Śródziemnym. W czasie II wojny światowej budował w swej stoczni trałowce, ścigacze okrętów podwodnych i jednostki desantowe.
Po zakończeniu wojny powrócił na Tahiti i na jachcie Varua, który zbudował w swej stoczni w Ipswich, popłynął z kilkuosobową załogą na południowy Ocean Spokojny, zawijając na Galapagos i do Panamy.

## Publikacje
- 10,000 Leagues Over the Sea (1932)
- Deep Water and Shoal (1932, wyd. polskie Przez głębie i mielizny, tłum. Dionizy Kostecki, wyd. 1934 i 1959)
- Voyage to Galapagos (1936)
- To the Great Southern Sea (wyd. polskie Na Wielki Ocean Południowy, tłum.Jerzy Boduszyński, wyd. 1975)